# Jedermannfunk

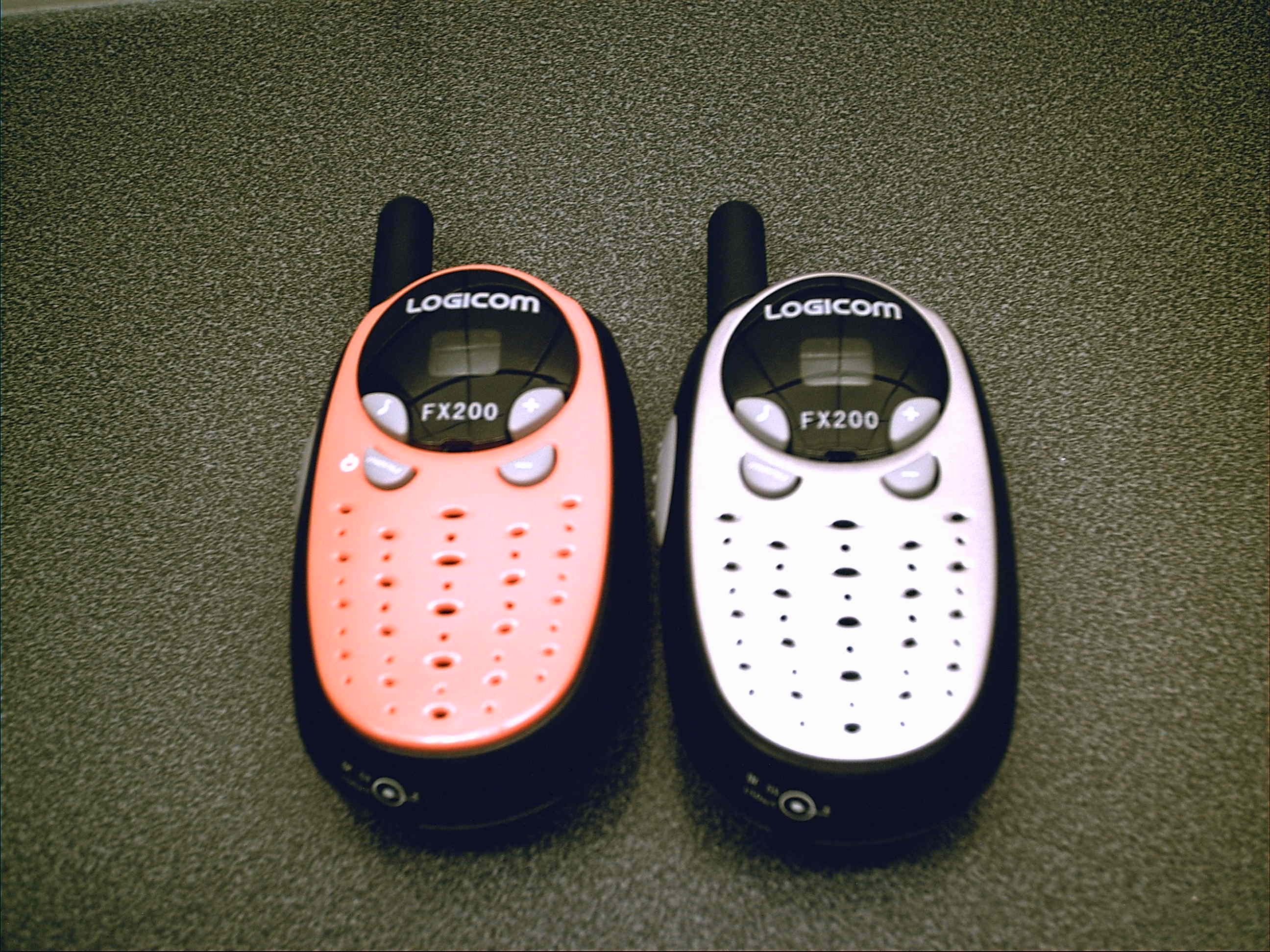
dPMR-Funkgeräte (Digital Private Mobile Radio) für den Hobbyfunk bei 446 MHz

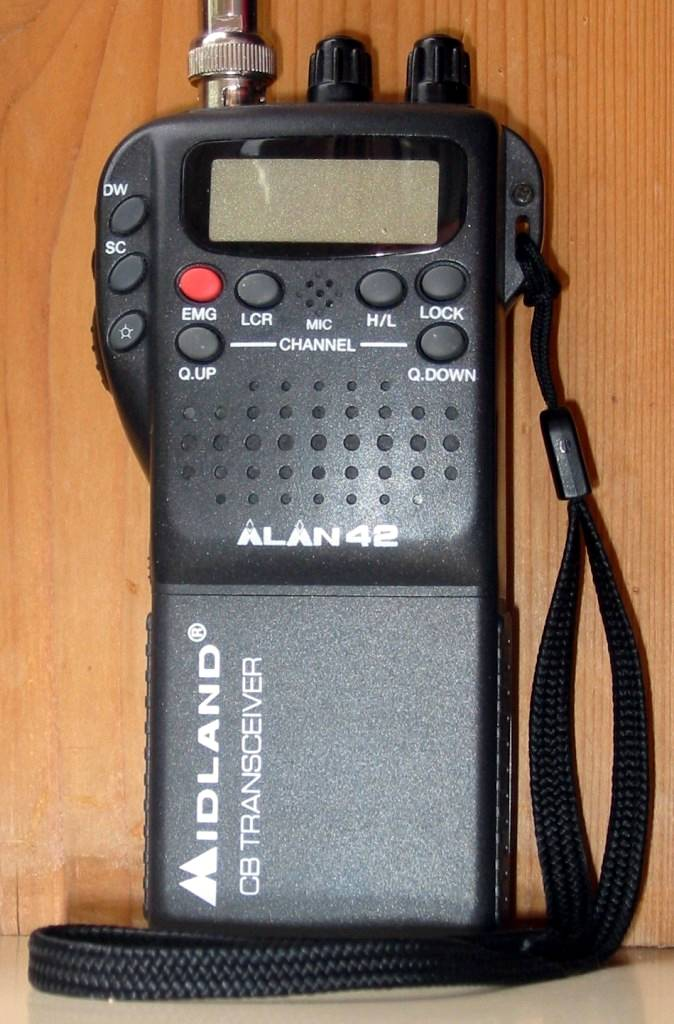
CB-Funkgerät (Citizens Band) für den Hobbyfunk bei 27 MHz

Jedermannfunk (auch Hobbyfunk) ist eine Funktechnik, die, wie der Name sagt, von jedermann auch als Hobby betrieben werden kann.
Hierunter werden Funkanwendungen zusammengefasst, die ohne Bedarfsnachweis oder Prüfung genutzt werden können. Im Gegensatz zu beispielsweise dem Betriebsfunk, sind sie nicht auf geschlossene Benutzergruppen beschränkt. Die zur Verfügung gestellten Frequenzbänder sind als Allgemeinzuteilungen für die Nutzung durch alle Bürger erteilt.

## Übersicht
Im Gegensatz zum Amateurfunkdienst ist hier jedoch nur der Betrieb von Geräten mit einer bestimmten Zulassung erlaubt, die vom Benutzer nicht verändert werden dürfen. Außerdem sind die Leistung der Funkgeräte sowie die Art der Frequenznutzung (Kanalabstand und Bandbreite, Modulationsarten) strengen Einschränkungen unterworfen.
In Deutschland sind derzeit folgende fünf Sprechfunkanwendungen für die Allgemeinheit freigegeben:
- CB-Funk
- Freenet („freies Netz“)
- SRD (vormals auch Low Power Device bzw. LPD genannt)
- PMR446 Private Mobile Radio („privater Mobilfunk“)
- DMR446

Für den CB-Funk ist das 11-Meter-Band (um 27 MHz) reserviert. Auf bestimmten Kanälen ist die Übertragung digitaler Daten erlaubt.
Freenet ist eine rein in Deutschland freigegebene Jedermann-Funkanwendung. Im Ultrakurzwellen-Frequenzband von 149,01875 MHz bis 149,11875 MHz sind sechs Kanäle für analogen und digitalen Sprechfunk im 12,5-kHz-Raster bzw. zwölf Kanäle für digitalen Sprechfunk im 6,25-kHz-Raster vorgesehen.
Private Mobile Radio (PMR446) nutzt das Band 446,0 bis 446,2 MHz im UHF-Frequenzbereich. Es ist das europäische Pendant zum amerikanischen FRS, dem Family Radio Service.
Auch andere Frequenzbereiche können für die Übertragung von Daten oder Steuerinformationen genutzt werden, wie zum Beispiel bei Funkthermometern, drahtlosen Kopfhörern, Bluetooth oder auch bei der Funkfernsteuerung von Modellen, Zentralverriegelungen usw. Diese werden jedoch üblicherweise nicht dem Jedermannfunk zugeordnet (vergleiche ISM-Band – Industrial, Scientific and Medical Band).

## Nutzung
Um am Hobbyfunk teilnehmen zu können, muss weder ein Bedarfsnachweis erbracht werden noch eine Eignungsprüfung abgelegt werden. Die für den Hobbyfunk zugelassenen und käuflich erwerbbaren Funkgeräte, beispielsweise Walkie-Talkies (Handsprechfunkgeräte, wie im Bild oben), dürfen vom Benutzer in keiner Weise verändert werden. Es gibt auch entsprechende Hobby-Funkgeräte, die als Spielzeuge für Kinder zugelassen sind.
Funkdienste wie Betriebsfunk, BOS-Funk (Behörden und Organisationen mit Sicherheitsaufgaben) und der Amateurfunkdienst sind hingegen nur eingeschränkten Benutzergruppen zugänglich. So können beispielsweise an Letzterem nur lizenzierte Funkamateure teilnehmen, die hierzu ihre charakterliche und technische Eignung in einer entsprechenden Amateurfunkprüfung nachgewiesen haben. Nach Bestehen dieser Prüfung wird ihnen ein Amateurfunkzeugnis („Lizenz“) als Befähigungsnachweis ausgehändigt. Erst damit erhalten sie die Erlaubnis, am Amateurfunkbetrieb teilzunehmen.

## Erwerb von Geräten
In der EU ist heute weder der Erwerb von Funkgeräten eingeschränkt, noch ist deren Besitz genehmigungspflichtig. Vor der Harmonisierung im Jahr 2003 war selbst der Besitz ohne entsprechende Genehmigung für den Betrieb nicht gestattet. Zuwiderhandlungen stellten kostenpflichtige Ordnungswidrigkeiten dar, die immer mit dem Verlust der jeweiligen Funkgeräte einhergingen.
Wenngleich man heute in der EU alle Geräte handeln und auch besitzen darf, unterliegt deren Betrieb grundsätzlich immer der Genehmigungspflicht. Sowohl der Jedermannfunk als auch der Amateurfunk stellen Ausnahmen hiervon dar, wobei allerdings deren Rahmenbedingungen reglementiert sind:
Der Jedermannfunk darf nur mit dafür zugelassenen Geräten betrieben werden. Deren Sendeleistung, Frequenzbereich und Betriebsart für die Sprechfunkanwendung (PMR446, DMR446, …) muss sich zwingend auf die jeweils geltenden Zulassungsbedingungen beschränken. Für Jedermann-Funkgeräte besteht eine Kennzeichnungspflicht und sie müssen über eine „E“-Kennzeichnung verfügen. Der Betrieb eines Funkgeräts, welches zusätzliche Frequenzbereiche abdeckt oder über eine höhere Sendeleistung verfügt, als es der Jedermannfunk vorsieht, stellt – ohne explizite Genehmigung – eine Ordnungswidrigkeit dar.
Der Amateurfunk nimmt eine Sonderstellung ein und darf diese Geräte – natürlich nur im Rahmen seiner Genehmigungsklasse (Lizenzklasse) – betreiben. Alle Gesetze und Verordnungen hierzu lassen sich rechtsverbindlich und im Detail auf den Webseiten der Bundesnetzagentur abrufen.

## Rechtliche Aspekte und Konsequenzen
Insbesondere Online-Angebote großer Internet-Handelsplattformen bieten stellenweise Funkgeräte fernöstlicher Produktion an, deren Leistungsumfang nicht mehr mit den Regelungen des Jedermannfunks im Einklang stehen. Derartige Funkgeräte ohne explizite behördliche Genehmigung zu verwenden, stellt eine Ordnungswidrigkeit dar, welche im Störungsfall eine empfindlich hohe Strafe mit sich bringen kann.
Verursacher von Störungen, welche durch den Einsatz nicht-zulassungskonformer Funkgeräte hervorgerufen wurden, sind zudem schadensersatzpflichtig: Die Aufwendungen der Regulierungsbehörde (BNetzA) für Messeinsätze können erheblich sein und die Kosten von Ordnungswidrigkeiten um ein Vielfaches übersteigen. Solche Einsätze können schnell die 10.000-Euro-Grenze überschreiten.
Unwissenheit schützt nicht vor Strafe. Nur weil sich Geräte käuflich frei erwerben lassen, geht damit keineswegs das Recht einher, diese auch betreiben zu dürfen. Welchen Sinn es ergibt, sie kaufen, aber nicht betreiben zu dürfen, wird vom Gesetzgeber mit dem freien Handel und der Möglichkeiten des Warenexports in Drittländer begründet.
Der rechtliche Aspekt sowie die Tragweite von Zuwiderhandlungen wurden deutlich hervorgehoben, da private Endkunden – anders als gewerbliche Wiederverkäufer – erfahrungsgemäß geneigt sind, diese zu verharmlosen bzw. zu bagatellisieren.

## Funk in Kraftfahrzeugen
In Deutschland ist das Betreiben einer Sendeempfangsanlage (Betriebsfunk, BOS-Funk, Amateurfunk, Jedermannfunk, Mobilfunk/Handy/Autotelefon) in Kraftfahrzeugen (ab Baujahr 1995) nur gestattet, wenn eine nach den Herstellerrichtlinien montierte Außenantenne mit E-Prüfzeichen vorhanden ist, ansonsten kann durch Beeinflussung der Kraftfahrzeug-Elektronik die allgemeine Betriebserlaubnis (ABE) erlöschen.
Das sogenannte Handyverbot (§ 23 Abs. 1a StVO) gilt auch für die Verwendung von Funkgeräten. Wegen § 52 Abs. 4 StVO gilt das Verbot erst ab dem 1. Juli 2020. Nach § 35 Abs. 9 StVO sind berechtigte Nutzer des BOS-Funks (zum Beispiel Polizei, Feuerwehr, Rettungsdienst) von dem Verbot ausgenommen, sofern kein Beifahrer anwesend ist.

## Jedermannfunk im Ausland
Frequenzbereiche für Jedermann-Funkanwendungen sind oft nur national oder europaweit einheitlich vergeben. Wer seine Geräte im Ausland nutzen möchte, sollte sich vorher informieren, ob man diese Funkgeräte und Funkfrequenzen auch dort benutzen darf. Umgekehrt gilt das gleiche für im Ausland (zum Beispiel im Urlaub oder im Internet) gekaufte Geräte, die in Deutschland zum Teil nicht zugelassen sind und nicht betrieben werden dürfen. Informationen über die in Deutschland erlaubten Frequenzbereiche erhält man bei der Bundesnetzagentur (BNetzA).